# Tsentralny rajon, Homels voblast
Tsentralny rajon (belarusiska: Цэнтральны Раëн) är en kommun i Belarus.   Den ligger i voblasten Homels voblast, i den östra delen av landet, 280 km sydost om huvudstaden Minsk.
Runt Tsentralny Rajon är det i huvudsak tätbebyggt. Runt Tsentralny Rajon är det tätbefolkat, med 257 invånare per kvadratkilometer.